# Manden fra ørkenen
Manden fra ørkenen er en amerikansk stumfilm fra 1918.

## Medvirkende
- Wallace Reid - Harry Webb
- Ann Little - Janice Williams
- Lottie Pickford - Dixie
- Willis Marks - Joe Budlong
- Tully Marshall - Frank Beekman